# وجود (آلبوم چندآهنگه)
وجود (به انگلیسی: Entity) اولین آلبوم چندآهنگه از خواننده و بازیگر اهل کره جنوبی چا اون-وو است که در ۱۵ فوریه ۲۰۲۴ توسط فنتجیو انترتینمنت منتشر شد. این آلبوم از شش قطعه، از جمله «بمان» تشکیل شده است.

## موفقیت تجاری
آلبوم ۲۱۷٬۲۹۵ نسخه در کره جنوبی فروخت. در جدول گائون کره در رتبه دوم قرار گرفت.